# Lake of Tears
Lake of Tears ist eine schwedische Gothic-Metal-Band. Sie ist hauptsächlich für ihre breitgefächerte Klangweite bekannt, die sich über die Dauer ihrer Veröffentlichungen darstellt. Dabei werden Stile von Doom Metal bis Psychedelic Rock bedient. Kritiker schätzen die Band für ihre Fähigkeit in Songwriting und Gitarrenspiel. Die Band löste sich im Jahre 2000 zeitweise auf. Nahezu im Alleingang nahm Bandleader Daniel Brennare 2002 noch das Album The Neonai auf, hauptsächlich, um den Vertrag mit der Plattenfirma zu erfüllen, der ein weiteres Album vorsah. Mitte 2003 fand die Band wieder zusammen und veröffentlichte im Folgejahr das Comeback-Album Black Brick Road.

## Diskografie
- 1994: Greater Art (Black Mark Production)
- 1995: Headstones (Black Mark)
- 1997: A Crimson Cosmos (Black Mark)
- 1999: Forever Autumn (Black Mark)
- 2002: The Neonai (Black Mark)
- 2004: Greatest Tears vol I (Kompilation, Black Mark)
- 2004: Greatest Tears vol II (Kompilation, Black Mark)
- 2004: Black Brick Road (Noise Records)
- 2007: Moons and Mushrooms (Dockyard 1)
- 2011: Illwill (AFM Records)
- 2014: By The Black Sea (Livealbum, AFM Records)
- 2020: At the Destination (Single, AFM Records)
- 2021: Ominous (AFM Records)